# Фокілід
Фокілід (560 — ?) — давньогрецький, іонійський  поет. Прославився своїми короткими двовіршами.

## Життєпис
Народився у м. Мілет (Мала Азія). Тут він прожив усе своє життя. На жаль, відомостей щодо його особистого життя дуже мало.
Також мало збереглося творів Фокіліда, переважно це гноми. Збереглося лише 7 гном Фокіліда.
Усі гноми Фокіліда починалися із слів «Ось Фокіліда слова».
- Ось Фокіліда слова: що за користь від знатного роду Тим, хто ані у словах чарівності не має, ані у пораді?
- І рече Фокілід: маленьке містечко на мисі, яким добре керують, краще нестримної Ніневії.[3]
- Ось Фокіліда слова: леросці — або той, або цей — Усі, окрім Прокла, погані, втім леросець і він.
- Помилка надмірності: міра в усьому — найкраща річ.[4]